# Arctopsyche
Arctopsyche är ett släkte av nattsländor. Enligt Catalogue of Life ingår Arctopsyche i familjen ryssjenattsländor, men enligt Dyntaxa är tillhörigheten istället familjen rutnätnattsländor.
Kladogram enligt Catalogue of Life och Dyntaxa:
| Arctopsyche | \| \| Arctopsyche amurensis \| \| \| \| \| \| Arctopsyche arcuata \| \| \| \| \| \| Arctopsyche bicornis \| \| \| \| \| \| Arctopsyche californica \| \| \| \| \| \| Arctopsyche cervinata \| \| \| \| \| \| Arctopsyche composita \| \| \| \| \| \| Arctopsyche fissa \| \| \| \| \| \| Arctopsyche grandis \| \| \| \| \| \| Arctopsyche hirayamai \| \| \| \| \| \| Arctopsyche hynreck \| \| \| \| \| \| Arctopsyche inaequispinosa \| \| \| \| \| \| Arctopsyche inermis \| \| \| \| \| \| Arctopsyche integra \| \| \| \| \| \| Arctopsyche irrorata \| \| \| \| \| \| Arctopsyche ladogensis \| \| \| \| \| \| Arctopsyche lobata \| \| \| \| \| \| Arctopsyche mesogona \| \| \| \| \| \| Arctopsyche palpata \| \| \| \| \| \| Arctopsyche pluviosa \| \| \| \| \| \| Arctopsyche reticulata \| \| \| \| \| \| Arctopsyche spinifera \| \| \| \| \| \| Arctopsyche tricornis \| \| \| \| \| \| Arctopsyche trispinosa \| \| \| \| \| \| Arctopsyche variabilis \| \| \| \| \| \| Arctopsyche vietnamensis \| \| \| \| |
|             | \| \| Arctopsyche amurensis \| \| \| \| \| \| Arctopsyche arcuata \| \| \| \| \| \| Arctopsyche bicornis \| \| \| \| \| \| Arctopsyche californica \| \| \| \| \| \| Arctopsyche cervinata \| \| \| \| \| \| Arctopsyche composita \| \| \| \| \| \| Arctopsyche fissa \| \| \| \| \| \| Arctopsyche grandis \| \| \| \| \| \| Arctopsyche hirayamai \| \| \| \| \| \| Arctopsyche hynreck \| \| \| \| \| \| Arctopsyche inaequispinosa \| \| \| \| \| \| Arctopsyche inermis \| \| \| \| \| \| Arctopsyche integra \| \| \| \| \| \| Arctopsyche irrorata \| \| \| \| \| \| Arctopsyche ladogensis \| \| \| \| \| \| Arctopsyche lobata \| \| \| \| \| \| Arctopsyche mesogona \| \| \| \| \| \| Arctopsyche palpata \| \| \| \| \| \| Arctopsyche pluviosa \| \| \| \| \| \| Arctopsyche reticulata \| \| \| \| \| \| Arctopsyche spinifera \| \| \| \| \| \| Arctopsyche tricornis \| \| \| \| \| \| Arctopsyche trispinosa \| \| \| \| \| \| Arctopsyche variabilis \| \| \| \| \| \| Arctopsyche vietnamensis \| \| \| \| |
|             | Arctopsyche amurensis |
|             | |
|             | Arctopsyche arcuata |
|             | |
|             | Arctopsyche bicornis |
|             | |
|             | Arctopsyche californica |
|             | |
|             | Arctopsyche cervinata |
|             | |
|             | Arctopsyche composita |
|             | |
|             | Arctopsyche fissa |
|             | |
|             | Arctopsyche grandis |
|             | |
|             | Arctopsyche hirayamai |
|             | |
|             | Arctopsyche hynreck |
|             | |
|             | Arctopsyche inaequispinosa |
|             | |
|             | Arctopsyche inermis |
|             | |
|             | Arctopsyche integra |
|             | |
|             | Arctopsyche irrorata |
|             | |
|             | Arctopsyche ladogensis |
|             | |
|             | Arctopsyche lobata |
|             | |
|             | Arctopsyche mesogona |
|             | |
|             | Arctopsyche palpata |
|             | |
|             | Arctopsyche pluviosa |
|             | |
|             | Arctopsyche reticulata |
|             | |
|             | Arctopsyche spinifera |
|             | |
|             | Arctopsyche tricornis |
|             | |
|             | Arctopsyche trispinosa |
|             | |
|             | Arctopsyche variabilis |
|             | |
|             | Arctopsyche vietnamensis |
|             | |